# Asepsi

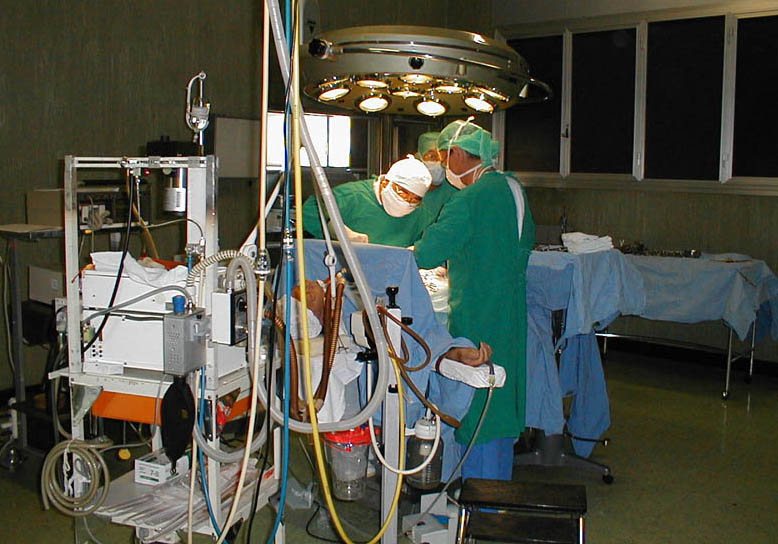
Camera operatoria fine anni ottanta

Asepsi è un termine che deriva dal greco (α- privativa e σῆψις, "putrefazione") e indica una serie di procedure atte a prevenire l'accesso di microrganismi, patogeni e no, a un substrato sterile di natura o sterilizzato artificialmente.

## Distinzione
È opportuno distinguere tra:
- Disinfezione: pratica rivolta alla distruzione di un germe specifico o in generale di tutti i germi patogeni (non necessariamente degli sporigeni) presenti in un determinato sito. In generale si ottiene mediante l'impiego di sostanze chimiche dette disinfettanti.
- Disinfestazione: pratica di distruzione di ectoparassiti o altre specie (topi, ratti) vettori di malattie infettive.
- Sterilizzazione: metodica finalizzata all'eliminazione di tutti gli esseri viventi, patogeni e no, presenti su un determinato substrato solido, liquido o aeriforme. Si ottiene con mezzi chimici ma soprattutto fisici (calore, raggi gamma, filtri).
- Antisepsi o batteriostasi: pratica finalizzata alla neutralizzazione di una carica microbica per blocco della riproduzione e non necessariamente per uccisione dei germi.
- Asepsi: procedimento finalizzato a impedire la contaminazione da parte di microrganismi di substrati precedentemente sterilizzati. L'asepsi è riservata in particolare agli oggetti che fanno parte di ambienti o strutture ad alto rischio di infezione per l'uomo quale può essere un comparto chirurgico. In tal senso il termine viene adoperato per indicare alcune procedure pre-operatorie: curare l'asepsi del campo operatorio.
- Decontaminazione: abbattimento della carica microbica esponendo all'azione di agenti disinfettanti o sterilizzanti articoli non precedentemente detersi.

## Storia
I grandi medici dell'antichità da Ippocrate a Celso a Galeno, pur conoscendo l'infezione come entità patologica non ne conoscevano le cause e quindi non ebbero concezione né della disinfezione né dell'asepsi. Intuirono che alcune epidemie, che oggi sappiamo infettive, potevano essere evitate allontanando le popolazioni dalle città colpite o isolando i malati e che alcune lesioni come le ferite guarivano meglio se lavate con aceto o vino e bendate con teli puliti, ma non riuscirono a trovare una spiegazione razionale. Era troppo prematura per i tempi.

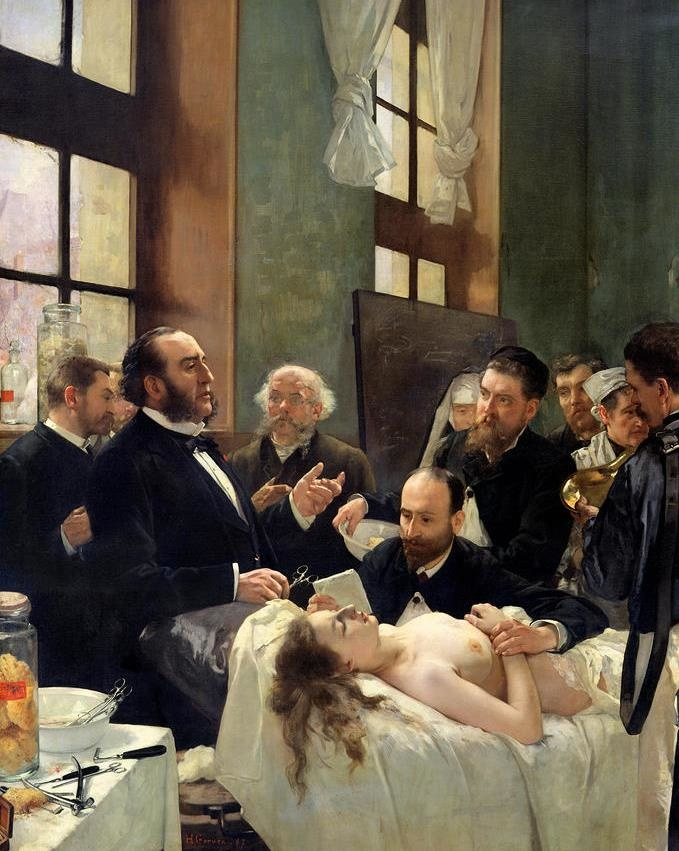
Jules-Émile Péan opera a Parigi - 1887

Il concetto moderno di infezione nacque nel XIX secolo con gli studi di Louis Pasteur ma va ricordata la straordinaria intuizione di Ignác Semmelweis che, avendo disposto che tutti i medici e gli studenti che frequentavano il reparto ostetrico fossero obbligati a lavarsi le mani con una soluzione di cloruro di calcio prima di visitare le partorienti, riuscì a ottenere un calo repentino della percentuale di febbri puerperali che le colpiva decimandole. Successivamente Joseph Lister, seguendo le teorie di Pasteur, introdusse l'uso dell'acido fenico nel trattamento delle ferite riducendo significativamente l'incidenza della gangrena che le complicava con esiti mortali.
È a questo chirurgo del Regno Unito che si deve il termine '"antisepsi"' anche se lo stesso assumerà il suo significato corretto di procedimento atto a ridurre la carica microbica presente in un sito solo con le scoperte di Robert Koch che qualche anno più tardi riuscirà a scoprire e dimostrare la responsabilità dei microrganismi nelle malattie infettive. Per arrivare all'asepsi, e quindi al concetto di sterilizzazione, si dovrà attendere fino all'introduzione nella pratica ospedaliera dell'autoclave costruita nel 1880 e utilizzata a questo scopo da Ernest von Bergmann nel 1896.
Fu proprio alla fine dell'Ottocento che il chirurgo, abituato fino a qualche decennio prima a operare in condizioni igieniche deplorevoli, iniziò a utilizzare strutture dedicate esclusivamente alla pratica operatoria e a indossare indumenti più consoni al suo delicato lavoro. In pochi anni si diffuse l'uso dei camici, quindi dei cappelli (con Gustave Neuber nel 1883), poi dei guanti (con William Halsted) e infine delle mascherine (con Johann von Mikulicz), che formando una sorta di barriera tra chirurgo e paziente costituiscono un elemento di protezione in entrambi i sensi.

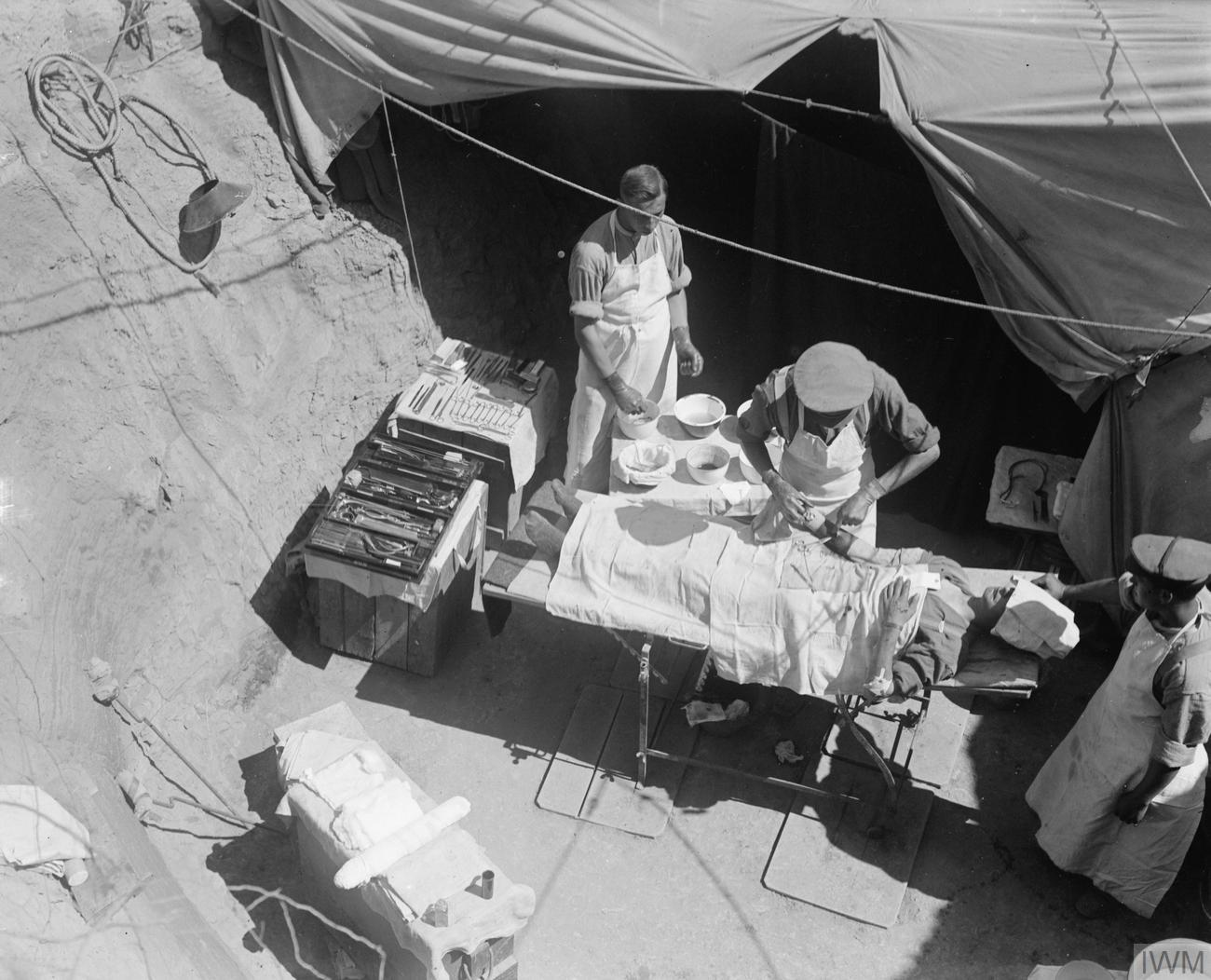
Intervento in un ospedale da campo durante la battaglia di Gallipoli, 1915: in situazioni estreme, come in guerra, gli interventi avvengono talvolta in condizioni che non garantiscono l'asepsi

## L'asepsi in ambiente operatorio
La esigenza di operare in un ambiente asettico comporta una serie di procedure standardizzate che vanno dall'uso di sostanze chimiche come lo iodopovidone (Betadine) o la clorexidina (Hibiscrub) impiegate per la disinfezione delle mani dell'operatore, della cute del paziente e di alcuni strumenti particolarmente delicati, all'utilizzo di agenti fisici come le radiazioni ultraviolette o il calore secco o umido, ad alta temperatura, adoperati per sterilizzare i ferri chirurgici e il materiale d'uso operatorio (teleria, tamponi, garze e camici, calzari, mascherine, cappelli). Da alcuni decenni si è andato diffondendo l'utilizzo di materiale sterilizzato e sigillato in confezioni monouso (disposable). Ciò vale per i guanti chirurgici, per la teleria e per gli indumenti da sala operatoria, ma anche per alcuni strumenti chirurgici quali gli aghi e i fili da sutura, le suturatrici meccaniche, lo strumentario utilizzato in chirurgia video assistita.
La preparazione pre-operatoria del paziente, per quanto riguarda l'aspetto igienico, prevede un bagno di pulizia, il cambio della biancheria e detersione dell'area in cui avverrà l'incisione chirurgica; area che all'inizio dell'intervento sarà sottoposta a un'ulteriore accurata disinfezione mediante spennellamento prolungato, in genere con iodopovidone.
Recentemente è stato dimostrato che la quasi totalità delle infezioni post-operatorie del sito chirurgico sono causate dai germi presenti sulla cute del paziente e che al momento del taglio inquinano la ferita. Pertanto è in uso praticare agli operandi un'adeguata antibiotico profilassi somministrando antibiotici specifici o in dose unica, extra short term o ripetuta nelle 24 ore, short term. È possibile combinare diverse tipologie di antibiotici o differenti vie di somministrazione (ad es. endovenosa e orale) al fine di ridurre la possibilità di infezioni postoperatorie.
Esiste una rigida normativa che prevede che i rifiuti speciali e il materiale contaminato siano oggetto di smaltimenti rigorosamente differenziati.